# Koșarna, Ruse
Koșarna (în bulgară Кошарна) este un sat în comuna Slivo Pole, regiunea Ruse,  Bulgaria. 

## Demografie
Componența etnică a satului Koșarna
     Romi (29,9%)
     Turci (50,99%)
     Nicio identificare (5,81%)
     Bulgari (12,45%)
     Altele (0,83%)
La recensământul din 2011, populația satului Koșarna era de 602 locuitori. Din punct de vedere etnic, majoritatea locuitorilor (50,99%) erau turci, existând și minorități de romi (29,9%) și bulgari (12,45%). Pentru 5,81% din locuitori nu este cunoscută apartenența etnică.